# Lalard
Lalard (persiska: للرد) är en ort i Iran.   Den ligger i provinsen Mazandaran, i den norra delen av landet, 210 km nordost om huvudstaden Teheran. Lalard ligger 695 meter över havet och antalet invånare är 334.
Terrängen runt Lalard är kuperad, och sluttar västerut. Runt Lalard är det ganska tätbefolkat, med 72 invånare per kvadratkilometer. Närmaste större samhälle är Behshahr, 11,7 km norr om Lalard. Trakten runt Lalard består till största delen av jordbruksmark.